# 博胡米尔·日哈
博胡米尔·日哈（1907年2月22日—1987年12月15日），捷克斯洛伐克儿童文学作家，1980年国际安徒生作家奖得主。

## 生平
1907年出生于奥匈帝国波希米亚地区，是一个铁匠的儿子，从小在农村长大。1956年到1967年担任捷克斯洛伐克国家少年儿童出版社主任。

## 作品
- [洪齐克的道路]. SNDK. 1954.
- [小小飞机卡涅]. SNDK. 1957.
- [野马林茵]. SNDK. 1966.
- [轮流当船长]. Státní nakladatelství dětské knihy. 1968.
- [新格列佛游记]. vydáno. 1973.
- [儿童百科]. 1959, 1962, 1966, 1971.
- [维特克旅游记/维特克怎样去布拉格]. Axióma. 1992. ISBN 9788085788617.

## 中文译本
- 希哈. . 世界名著金库. 由宛庚 / 乐辛翻译. 少年儿童出版社. 1997年11月. ISBN 9787532424573.